# PAH world hypothesis

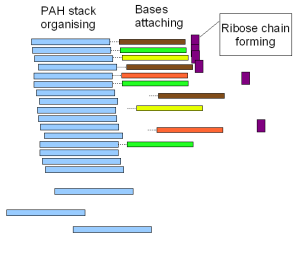
Stosy WWA

PAH world hypothesis (hipoteza świata WWA) – hipoteza, wedle której wielopierścieniowe węglowodory aromatyczne (WWA, ang. polycyclic aromatic hydrocarbons, czyli PAH), miały odegrać istotną rolę w powstaniu życia na Ziemi. Mogły one występować w znacznych ilościach zupie pierwotnej i mieć udział w syntezie cząsteczek RNA, prowadzącej z kolei do świata RNA. Hipoteza nie została dotychczas przetestowana.

## Podłoże

Eksperyment Stanleya Millera wykazał, że związki organiczne mogą się łatwo tworzyć w warunkach, jakie podejrzewa się na wczesnej Ziemi

Eksperyment Stanleya Millera z 1952 pokazał, że związki organiczne, jak zasady azotowe, aminokwasy, formaldehyd i cukry można zsytezować z pierwotnych nieorganicznych prekursorów, których obecność podejrzewa się w pierwotnej zupie. Hipoteza świata RNA tłumaczy, jak kwas rybonukleinowy może stać się swym własnym katalizatorem (rybozymem), kładąc się u podłoża życia. Brakuje jednak pewnych ogniw w rozumowaniu, wyjaśniających, jak powstały pierwsze cząsteczki RNA. Hipoteza mówiąca o świecie WWA została przedstawiona przez Simona Nicholasa Plattsa w maju 2004 w celu wypełnienia luki. Bardziej dopracowany pomysł opublikowali Ehrenfreund et al.

## Wielopierścieniowe węglowodory aromatyczne
Wielopierścieniowe węglowodory aromatyczne to najczęstsze i najobficiej występujące ze znanych wieloatomowych cząsteczek w widzialnym Wszechświecie. Prawdopodobnie stanowiły składnik pierwotnego morza. WWA, razem z fulerenami, wykryto niedawno w mgławicach. Fulereny również wiąże się z powstaniem życia, astronom Letizia Stanghellini widzi w nich „nasienie dla życia na Ziemi”. We wrześniu 2012 naukowcy NASA donieśli, że WWA, poddane warunkom materii międzygwiezdnej, przekształcają się poprzez uwodornienie, utlenienie i hydroksylację w bardziej złożone związki organiczne. Określono to zjawisko jako „krok na ścieżce w kierunku aminokwasów i nukleotydów, materiałów budulcowych białek i DNA, odpowiednio”. Idąc dalej, jako rezultat przereagowania WWA traciły swe właściwości spektroskopowe, co może stanowić jedną z przyczyn braku detekcji WWA wśród międzygwiezdnego lodu, zwłaszcza w zewnętrznych rejonach zimnych, gęstych chmur wyższych warstw molekularnych dysków protoplanetarnych.
WWA nie wykazują dużej rozpuszczalności w wodzie morskiej. Jednak poddane napromieniowaniu, np. przez UV, zewnętrzne atomy wodoru mogą odrywać się i ulegać zastępowaniu przez grupy hydroksylowe, znacznie zwiększające rozpuszczalność związku w wodzie.
Takie zmodyfikowane WWA wykazują własności amfifilowe, mając fragmenty o właściwościach hydrofobowych, jak i hydrofilowych. Rozpuszczone, zmierzają do odizolowania swych części hydrofobowych.

## Przyłączenie zasad azotowych do rdzenia WWA
W samoorganizującym się „stosie” WWA przylegające do siebie pierścienie dzieli 0,34 nm. Podobna odległość znajduje się pomiędzy kolejnymi nukleotydami DNA czy RNA. Mniejsze cząsteczki będą naturalnie przyłączać się do pierścieni WWA. Pierścienie WWA, tworząc się, mają tendencję do kręcenia się wokół siebie, co prowadzi do rozłączania przyłączonych związków, przeszkadzających tym wiążącym się z góry i z dołu. Uprawdopodobnia to preferencyjne przyłączanie cząsteczek płaskich, jak zasady azotowe zbudowane na bazie pirymidyny czy puryny, kluczowe składniki i przenośniki informacji w RNA i DNA. Zasady te również są amfifilowe i także wykazują tendencję do tworzenia „stosów”.

## Przyłączenie szkieletu oligomerów
Zgodnie z rzeczoną hipotezą, gdy zasady azotowe łączą się poprzez wiązania wodorowe z rusztowaniem z WWA, odległość pomiędzy sąsiadującymi zasadami wymusi dobranie odpowiednich cząsteczek tworzących mostki odpowiedniej wielkości, jak oligomery metanalu, także dostępne w pierwotnej zupie, mogące wiązać się kowalencyjnie z zasadami azotowymi, tworząc odpowiednik giętkiego kręgosłupa.

## Odłączenie łańcuchów przypominającej RNA
Następnie przejściowa zmiana w pH otoczenia, wzrost kwasowości mogący stanowić skutek wybuchów wulkanów uwalniających gazy takie, jak dwutlenek siarki czy dwutlenek węgla, pozwoliła zasadom odłączyć się od rusztowania z WWA z wytworzeniem cząsteczek przypominających RNA. Miejsce szkieletu rybozowo-fosforanowego dzisiejszego RNA zajmowałby szkielet z formaldehydu, odstęp pomiędzy zasadami byłby analogiczny, wynosząc 0,34 nm.

## Struktury przypominające rybozymy
Hipoteza zakłada dalej, że kiedy pojedynczy długi łańcuch przypominający RNA odłączył się od stosów WWA, a następnie pH otoczenia stało się mniej kwaśne, łańcuch uległ sfałdowaniu z zachowaniem reguły komplementarności: komplementarne do siebie sekwencje odszukały się wzajemnie, po czym wytworzyły wiązania wodorowe, tworząc stabilną, przynajmniej częściowo dwułańcuchową strukturę przypominającą RNA, podobną do rybozymu. Oligomery metanalu zostały następnie zastąpione bardziej stabilnymi cząsteczkami fosforanu rybozy. Powstał kamień milowy dla hipotezy świata RNA, spekulującej na temat dalszego rozwoju ewolucyjnego od tego punktu.